# Théo Attissogbe

a Compétitions nationales et continentales officielles uniquement.

b Matchs officiels uniquement.
Dernière mise à jour le 19 juillet 2025.
Théo Attissogbe, né le 19 novembre 2004 à Périgueux (Dordogne), est un joueur international français de rugby à XV évoluant aux postes d'ailier ou d'arrière avec la Section paloise.
Il remporte le Championnat du monde junior en 2023 avec l'équipe de France des moins de 20 ans.

## Biographie

### Jeunesse et formation
Théo Attissogbe est né le 19 novembre 2004 à Périgueux, d'un père d’origine togolaise, ayant évolué au rugby à XV au poste d'ailier à Sainte-Livrade-sur-Lot.
Il passe son enfance à Peyrehorade, dans les Landes. Avant de se tourner vers le rugby à XV, il pratique d'autres disciplines comme le judo — jusqu'à l'âge de 12 ans — ainsi que l'athlétisme, l'aviron et la pelote basque. C'est en 2011 qu'il commence la pratique du rugby au sein du club de Peyrehorade Sports Rugby, où il est initialement formé au poste de demi d'ouverture.
En 2019, il intègre le centre de formation du Stade montois, où il progresse jusqu'à l'équipe espoirs, évoluant principalement aux postes de centre et d'arrière.
Théo Attissogbe porte également le maillot de l'équipe de France des moins de 18 ans durant sa formation.
En 2022, il rejoint le centre de formation de la Section paloise, étant directement intégré au groupe professionnel, bien qu'il ne puisse évoluer en équipe première qu'à sa majorité.

### Débuts professionnels prometteurs (2022-2024)
En 2022, Théo Attissogbe participe au Supersevens sous les couleurs de la Section paloise. En décembre de la même année, il est sélectionné avec l'équipe de France de rugby à sept développement pour disputer le tournoi sur invitation de Dubaï.
Il fait ses débuts avec l'équipe professionnelle de la Section paloise en janvier 2023, à l'occasion de la troisième journée de la Challenge Cup face au Dragons RFC, en tant que titulaire au poste d'arrière. Dans la foulée, il est convoqué pour un stage de préparation à Capbreton avec l'équipe de France des moins de 20 ans, en amont du Tournoi des Six Nations 2023. Il prend part à la compétition en tant que titulaire lors du match d'ouverture contre l'Italie, puis face à l'Irlande, contre laquelle il inscrit un essai.
En juin 2023, il est sélectionné pour participer au Championnat du monde junior en Afrique du Sud, aux côtés de trois autres joueurs de la Section paloise : Clément Mondinat, Brent Liufau et Hugo Auradou,. Il marque un essai face aux Baby Blacks lors du deuxième match de poule, et dispute la finale face à l'Irlande en tant que titulaire. La France s'impose largement (50-14) et Attissogbe devient champion du monde junior.
Lors de la saison 2023-2024, il fait ses débuts en Top 14 comme titulaire lors d'une victoire au stade du Hameau contre le Racing 92. Il inscrit son premier essai dans la compétition le 2 septembre 2023, à domicile face au Lyon OU, lors de la troisième journée (victoire 40 à 10). Au fil de la saison, il s'impose comme un élément clé de l'effectif palois au poste d'ailier, incarnant pleinement le projet sportif de la Section. Il se distingue notamment comme l'un des meilleurs franchisseurs du championnat. En février 2024, il prolonge son contrat de trois saisons supplémentaires, le liant au club béarnais jusqu'en 2027.
Durant le Tournoi des Six Nations des moins de 20 ans 2024, bien que majoritairement laissé à disposition de son club, il dispute le dernier match de la compétition face à l'Angleterre au stade du Hameau. Sa prestation, marquée par une action décisive à l'origine de l'un des plus beaux essais du Tournoi, est saluée par la presse britannique.
Lors de la 20e journée de Top 14, il inscrit le premier doublé de sa carrière dans l'élite face au Stade toulousain, à l'extérieur, lors d'un match disputé par une équipe paloise rajeunie, perdue de peu en fin de rencontre. Sa performance met en lumière sa capacité à lire le jeu et à exploiter ses qualités de vitesse et d'anticipation, notamment à travers plusieurs interceptions réussies,.

### Premières sélections avec leXV de France(depuis 2024)
À l'issue d'une première saison professionnelle remarquée en Top 14, Théo Attissogbe est convoqué par Fabien Galthié pour participer à la tournée estivale 2024 de l'équipe de France en Amérique du Sud,. Le 6 juillet, il honore sa première sélection internationale face à l'Argentine, au stade Malvinas-Argentinas de Mendoza, et inscrit un essai lors de la victoire tricolore (13-28).
Le 23 septembre 2024, il est désigné Révélation de la saison lors de la vingtième édition de la Nuit du rugby, succédant ainsi à son coéquipier Émilien Gailleton au palmarès.
En novembre 2024, Attissogbe connaît sa troisième sélection, la première au stade de France, en remplacement de Damian Penaud, forfait de dernière minute pour le match contre le Japon,. Touché en fin de rencontre, il déclare forfait pour le test match suivant face à la Nouvelle-Zélande, et est écarté des terrains pendant six semaines.
Le 31 janvier 2025, il fait ses débuts dans le Tournoi des Six Nations lors de la première journée de l'édition 2025 contre le pays de Galles. Titulaire à l'aile, il inscrit un doublé avant la mi-temps, portant son total à quatre essais en autant de sélections,. Le 23 février, il est de nouveau titulaire face à l'Italie, au Stade olympique de Rome, où il marque un cinquième essai en cinq capes.
En juin 2025, il figure dans la liste élargie dévoilée par Fabien Galthié pour préparer la tournée d'été en Nouvelle-Zélande, puis est retenu dans la sélection finale, en compagnie de trois autres Sectionnistes : Hugo Auradou, Thibault Daubagna et Émilien Gailleton. Le 5 juillet, lors du premier test match de la tournée face aux All Blacks au Forsyth Barr Stadium de Dunedin, il est titularisé à l'arrière pour la première fois avec les Bleus. Malgré la courte défaite (31-27), sa prestation est saluée par la presse néo-zélandaise, notamment par le New Zealand Herald, qui lui attribue la note de 9/10. Il est particulièrement remarqué pour avoir initié le premier essai français grâce à une prise d'intervalle rapide et fluide, éliminant Billy Proctor sur son passage. Plusieurs observateurs établissent un parallèle flatteur avec Serge Blanco, saluant sa créativité et son impact offensif, ainsi que sa justesse dans le jeu au pied et son sang-froid sous pression.

## Style de jeu
Formé au poste de demi d'ouverture, Théo Attissogbé évolue à l'ensemble des postes de la ligne d'arrières au cours de sa formation. Depuis ses débuts professionnels, il joue principalement à l'aile et à l'arrière, même si son entraîneur Sébastien Piqueronies envisage de le repositionner à l'ouverture à moyen terme.
Il décrit le rugby à XV comme un sport d'évitement, qui met en valeur ses qualités d'anticipation et de vitesse. Malgré une taille modeste pour son poste (1,82 m), il s'illustre dans le jeu aérien grâce à une technique spécifique : il capte les ballons en tendant les bras vers l'avant, à la manière des joueurs de basket-ball, une méthode inspirée du rugby à sept et du rugby à XIII. Cette approche, qu'il travaille depuis le début de la saison 2024-2025 avec son coéquipier sectionniste Aaron Grandidier-Nkanang, champion olympique à sept et reconnu pour son jeu aérien, est selon lui une réponse à l'évolution des règles, notamment l'interdiction de l'escorte sur les ballons hauts.

## Statistiques

### En club
| Saison                     | Saison                     | Championnat | Championnat | Championnat | Championnat | Compétitions de l'EPCR | Compétitions de l'EPCR | Compétitions de l'EPCR | Compétitions de l'EPCR |
| Saison                     | Saison                     | Compétition | M           | Pts         | Ess.        | Compétition            | M                      | Pts                    | Ess.                   |
| -------------------------- | -------------------------- | ----------- | ----------- | ----------- | ----------- | ---------------------- | ---------------------- | ---------------------- | ---------------------- |
| 2022-2023                  | Section paloise            | Top 14      | -           | -           | -           | Challenge Cup          | 2                      | -                      | -                      |
| 2023-2024                  | Section paloise            | Top 14      | 24          | 30          | 6           | Challenge Cup          | 2                      | 5                      | 1                      |
| 2024-2025                  | Section paloise            | Top 14      | 19          | 25          | 5           | Challenge Cup          | 2                      | 5                      | 1                      |
| Sous-total Section paloise | Sous-total Section paloise | Top 14      | 43          | 55          | 11          | Challenge Cup          | 6                      | 10                     | 2                      |

### En équipe nationale
Au 19 juillet 2025, Théo Attissogbé compte 8 capes en équipe de France, depuis le 7 juillet 2024 contre l'Argentine. 
| Année | Compétition | Matchs | Points | Essais |
| ----- | ----------- | ------ | ------ | ------ |
| 2024  | Test matchs | 3      | 10     | 2      |
| 2025  | Six Nations | 2      | 15     | 3      |
| 2025  | Test match  | 3      | -      | -      |
| Total | Total       | 8      | 25     | 5      |

## Palmarès

### En équipe nationale
- Vainqueur du Championnat du monde junior en 2023 avec l'équipe de France des moins de 20 ans.
- Vainqueur du Tournoi des Six Nations en 2025 avec l'équipe de France.

### Distinctions personnelles
- Révélation de la saison 2023-2024 de Top 14 à la Nuit du rugby.